# Phibalure à queue fourchue
Phibalura flavirostris
Espèce
Statut de conservation UICN

 NT  : Quasi menacé
La Phibalure à queue fourchue (Phibalura flavirostris) est une espèce d'oiseaux de la famille des Cotingidae dont la position systématique à longtemps était incertaine au sein des Passeriformes.

## Taxinomie
À la suite de l'étude phylogénique de Berv et Prum (2014) sur les Cotingidae, cette espèce est placée dans cette famille.
L'étude d'Hennessey (2011) sur la sous-espèce Phibalura flavirostris boliviana amène le Congrès ornithologique international à l'élever au rang d'espèce. Phibalura flavirostris est donc divisée en deux espèces, la sous-espèce boliviana devenant Phibalura boliviana.

## Répartition
Cette espèce vit dans le sud-est du Brésil jusqu'à l'est du Paraguay et dans le nord-est de l'Argentine.